# Dick's Picks Volume 35
Dick's Picks Volume 35 es el trigésimo quinto álbum en vivo de Dick's Picks, serie  de lanzamientos en vivo de la banda estadounidense Grateful Dead. Fue grabado el 7 de agosto de 1971 en el Golden Hall, en San Diego, California y el 24 de agosto de 1971 en el Auditorium Theatre, en Chicago, Illinois. También incluye varias canciones grabadas el 6 de agosto de 1971 en el Hollywood Palladium, en Hollywood, California.
El álbum fue creado utilizando grabaciones de caja de resonancia de carrete a carrete encontradas en 2005 en una casa flotante que era propiedad de los padres de Keith Godchaux. Las cintas habían estado allí desde 1971. Godchaux recibió las cintas para que las escuchara poco después de unirse a Grateful Dead, para que pudiera familiarizarse con el repertorio de la banda en preparación para su próxima gira.

## Caveat emptor
Cada volumen de Dick's Picks tiene su propia etiqueta “caveat emptor”, que informa al oyente sobre la calidad del sonido de la grabación. La etiqueta del volumen 35 dice:
“Dick's Picks Volume 35 se masterizó directamente a partir de las cintas estéreo originales de ¼ de pista, que se habían almacenado en condiciones menos que óptimas durante casi 35 años. Milagrosamente, las cintas sobrevivieron notablemente bien y han resucitado de las cenizas. Quedan algunas anomalías sónicas menores, resultantes de los estragos del tiempo y los métodos de almacenamiento poco ortodoxos.”

## Recepción de la crítica
En una reseña para AllMusic, Lindsay Planer declaró: “En términos de la interacción instrumental simbiótica característica del grupo y a pesar de (o quizás debido a) los cambios de personal, hay una cualidad tensa pero flexible que impulsa los jams más largos, específicamente aquellos que conectan «Goin' Down the Road Feeling Bad» con «Johnny B. Goode» durante el concierto de San Diego y la suite especialmente sabrosa que intercala «Me & My Uncle» entre «The Other One» en el Hollywood Palladium. Para muchos, este será el punto culminante de todo el paquete, ya que no se pierde ni una nota y combinan sus payasadas ácidas con algunas comunicaciones sencillas y agradables”.
En Jambands, Brian Ferdman escribió: “La conclusión es que Dick's Picks 35 es más notable por la historia que rodea el descubrimiento de sus cintas de origen que por la música contenida en esas cintas. Es probable que solo interese a los completistas y aficionados del 1971, y el resto de nosotros deberíamos buscar en el catálogo anterior de The Dead o quedarnos quietos hasta que se publique el inevitable Dick's Picks 36 dentro de un par de meses”.
John Metzger, crítico de The Music Box comentó: “De hecho, mientras que la colección Ladies & Gentlemen de abril de 1971 cubre un terreno similar y, comprensiblemente, cuenta con una calidad de sonido superior, aquellos que buscan más material de esta era de transición de la extraordinaria historia de Grateful Dead ciertamente no se sentirán decepcionados con el contenido de Dick's Picks, Volume 35, algunos de los cuales son positivamente alucinantes”.

## Lista de canciones
Todas las canciones escritas y compuestas por Jerry Garcia y Robert Hunter, excepto donde esta anotado. 
| Disco uno |                      |                                    |          |  |
| N.º       | Título               | Escritor(es)                       | Duración |  |
| 1.        | «Big Railroad Blues» | Noah Lewis, arr. por Grateful Dead | 4:03     |  |
| 2.        | «El Paso»            | Marty Robbins                      | 5:41     |  |
| 3.        | «Mr. Charlie»        | Hunter Ron “Pigpen” McKernan       | 3:45     |  |
| 4.        | «Sugaree»            |                                    | 7:24     |  |
| 5.        | «Mama Tried»         | Merle Haggard                      | 3:06     |  |
| 6.        | «Bertha»             |                                    | 6:44     |  |
| 7.        | «Big Boss Man»       | Luther Dixon Al Smith              | 5:39     |  |
| 8.        | «Promised Land»      | Chuck Berry                        | 3:57     |  |
| 9.        | «Hard to Handle»     | Al Bell Allen Jones Otis Redding   | 8:46     |  |
| 10.       | «Cumberland Blues»   | Garcia Hunter Phil Lesh            | 5:37     |  |
| 11.       | «Casey Jones»        |                                    | 5:54     |  |
| 12.       | «Truckin'»           | Garcia Hunter Lesh Weir            | 10:09    |  |

| Disco dos |                                   |                                     |          |  |
| N.º       | Título                            | Escritor(es)                        | Duración |  |
| 1.        | «China Cat Sunflower»             |                                     | 5:29     |  |
| 2.        | «I Know You Rider»                | tradicional, arr. por Grateful Dead | 6:00     |  |
| 3.        | «Next Time You See Me»            | Earl Forest William G. Harvey       | 4:35     |  |
| 4.        | «Sugar Magnolia»                  | Hunter Weir                         | 6:28     |  |
| 5.        | «Sing Me Back Home»               | Haggard                             | 10:50    |  |
| 6.        | «Me & My Uncle»                   | John Phillips                       | 3:40     |  |
| 7.        | «Not Fade Away»                   | Charles Hardin Holley Norman Petty  | 6:25     |  |
| 8.        | «Goin' Down the Road Feelin' Bad» | tradicional, arr. por Grateful Dead | 6:10     |  |
| 9.        | «Jam»                             | Grateful Dead                       | 4:09     |  |
| 10.       | «Johnny B. Goode»                 | Berry                               | 4:32     |  |
| 11.       | «Uncle John's Band»               |                                     | 7:12     |  |
| 12.       | «Playing in the Band»             | Mickey Hart Hunter Weir             | 5:05     |  |
| 13.       | «Loser»                           |                                     | 6:10     |  |

| Disco tres |                                   |                                |          |  |
| N.º        | Título                            | Escritor(es)                   | Duración |  |
| 1.         | «It Hurts Me Too»                 | Elmore James                   | 7:49     |  |
| 2.         | «Cumberland Blues»                |                                | 5:43     |  |
| 3.         | «Empty Pages»                     | McKernan                       | 5:22     |  |
| 4.         | «Beat It On Down the Line»        | Jesse Fuller                   | 3:46     |  |
| 5.         | «Brown-Eyed Woman»                |                                | 4:12     |  |
| 6.         | «St. Stephen»                     | Garcia Hunter Lesh             | 5:32     |  |
| 7.         | «Not Fade Away»                   |                                | 4:09     |  |
| 8.         | «Goin' Down the Road Feelin' Bad» |                                | 8:25     |  |
| 9.         | «Not Fade Away»                   |                                | 3:13     |  |
| 10.        | «Me and Bobby McGee»              | Fred Foster Kris Kristofferson | 6:18     |  |
| 11.        | «Big Boss Man»                    |                                | 4:31     |  |
| 12.        | «Brokedown Palace»                |                                | 5:04     |  |

| Disco cuatro |                           |                                  |          |  |
| N.º          | Título                    | Escritor(es)                     | Duración |  |
| 1.           | «Good Lovin'»             | Rudy Clark Arthur Resnick        | 11:38    |  |
| 2.           | «The Other One»           | Bill Kreutzmann Weir             | 8:07     |  |
| 3.           | «Me & My Uncle»           |                                  | 3:15     |  |
| 4.           | «The Other One»           |                                  | 6:26     |  |
| 5.           | «Deal»                    |                                  | 5:48     |  |
| 6.           | «Sugar Magnolia»          |                                  | 7:02     |  |
| 7.           | «Morning Dew»             | Bonnie Dobson Tim Rose           | 11:29    |  |
| 8.           | «Turn On Your Love Light» | Deadric Malone Joseph Wade Scott | 25:43    |  |

## Créditos y personal
Créditos adaptados desde el folleto que acompaña al CD.
Grateful Dead
- Jerry Garcia – voz principal y coros, guitarra líder
- Bill Kreutzmann – batería
- Phil Lesh – bajo eléctrico, coros
- Ron “Pigpen” McKernan – coros, armónica, órgano, percusión
- Bob Weir – guitarra rítmica, coros

Personal técnico
- Rex Jackson – grabación
- David Lemieux – archivista
- Jeffrey Norman – masterización
- Eileen Law/Grateful Dead Archives – investigadora de archivo

Diseño
- Chuck Pulin, J.C. Overlock, Emerson-Loew – fotografía
- Robert Minkin – ilustración, diseño de embalaje